# Илиян Василев (футболист)
Илиян Христов Василев е български футболист, вратар.

## Биография
Роден е на 17 април 1973 г. в Габрово. Висок е 187 см и тежи 84 кг. Играл е за Янтра, Шумен, ЦСКА, Етър, Локомотив (София), Светкавица, Локомотив (Пловдив), Пирин и Пирин 1922. От есента на 2006 г. играе за Дунав. Шампион и носител на Купата на България през 1997 г. с ЦСКА, полуфиналист за купата през 1999 г. с Локомотив (София), четвърти в първенството с Шумен през 1994 г. (участва в 2 мача за УЕФА, има и 1 за ЦСКА в КЕШ). Има 1 мач за националния отбор.

## Статистика по сезони
- Янтра – 1992/93 – А група, 9 мача
- Шумен – 1993/94 – А група, 16 мача
- Шумен – 1994/95 – А група, 27 мача
- Шумен – 1995/96 – А група, 29 мача
- ЦСКА – 1997/пр. - А група, 3 мач
- Етър – 1997/98 – А група, 18 мача
- Локомотив (София) – 1998/99 – А група, 12 мача
- Локомотив (София) – 1999/00 – А група, 11 мача
- Светкавица – 2001/пр. - Б група, 14 мача
- Локомотив (Пловдив) – 2001/02 – А група, 13 мача
- Шумен – 2003/пр. - В група, 10 мача
- Шумен – 2003/ес. - Б група, 11 мача
- Светкавица – 2004/пр. - Б група, 12 мача
- Пирин – 2004/05 – А група, 19 мача
- Пирин 1922 – 2005/06 – А група, 20 мача
- Дунав – 2006/07 – Източна Б група